# Thrichomys
A Thrichomys az emlősök (Mammalia) osztályának a rágcsálók (Rodentia) rendjébe, ezen belül a tüskéspatkányfélék (Echimyidae) családjába tartozó nem.

## Rendszerezés
A nembe az alábbi 4 faj tartozik:
- Thrichomys apereoides Lund, 1839 - típusfaj
- Thrichomys inermis Pictet, 1941
- Thrichomys laurentius (Thomas, 1904) - korábban a T. apereoides alfajának vélték
- Thrichomys pachyurus Wagner, 1845